# Phiale modestissima
Phiale modestissima är en spindelart som beskrevs av Lodovico di Caporiacco 1947. Phiale modestissima ingår i släktet Phiale och familjen hoppspindlar. Inga underarter finns listade i Catalogue of Life.